# خط طول 120° شرق
خط طول 120° شرق هو أحد خطوط الطول الجغرافية، والتي تمتد من القطب الشمالي الجغرافي إلى القطب الجنوبي الجغرافي، وحسب التحويل الزمني يتقدم خط طول 120° شرق عن خط غرينتش بـ8 ساعات و0 دقائق.

## من القطب إلى القطب
ينطلق خط طول 120° شرق من القطب الشمالي نحو القطب الجنوبي مرورا بالمناطق التي ترد في الجدول التالي:
| الإحداثيات                           | البلد أو الإقليم أو البحر | ملاحظات |
| ------------------------------------ | ------------------------- | --- |
| 90°0′N 120°0′E / 90.000°N 120.000°E  | المحيط المتجمد الشمالي    | |
| 78°22′N 120°0′E / 78.367°N 120.000°E | بحر لابتيف                | |
| 73°10′N 120°0′E / 73.167°N 120.000°E | روسيا                     | ياقوتيا أوبلاست أمور — من 56°55′N 120°0′E / 56.917°N 120.000°E كراي عبر البايكال — من 56°30′N 120°0′E / 56.500°N 120.000°E                                                |
| 51°31′N 120°0′E / 51.517°N 120.000°E | جمهورية الصين الشعبية     | منغوليا الداخلية لياونينغ – من 41°42′N 120°0′E / 41.700°N 120.000°E |
| 40°4′N 120°0′E / 40.067°N 120.000°E  | بحر بوهاي                 | |
| 37°25′N 120°0′E / 37.417°N 120.000°E | جمهورية الصين الشعبية     | شاندونغ (شبه جزيرة شندون [لغات أخرى]‏) |
| 35°43′N 120°0′E / 35.717°N 120.000°E | البحر الأصفر              | |
| 34°26′N 120°0′E / 34.433°N 120.000°E | جمهورية الصين الشعبية     | جيانغسو تشيجيانغ – من 31°1′N 120°0′E / 31.017°N 120.000°E, مرورا بغرب هانغتشو (في 30°15′N 120°10′E / 30.250°N 120.167°E) فوجيان – من 27°19′N 120°0′E / 27.317°N 120.000°E |
| 26°36′N 120°0′E / 26.600°N 120.000°E | بحر الصين الشرقي          | |
| 25°23′N 120°0′E / 25.383°N 120.000°E | بحر الصين الجنوبي         | مرورا عبر the مضيق تايوان, just غربي جزيرة تايوان, جمهورية الصين (في 23°5′N 120°2′E / 23.083°N 120.033°E)                                                                 |
| 16°20′N 120°0′E / 16.333°N 120.000°E | الفلبين                   | جزر Cabarruyan ولوزون |
| 15°17′N 120°0′E / 15.283°N 120.000°E | بحر الصين الجنوبي         | مرورا بغرب the جزيرة لوبانغs, الفلبين (في 13°53′N 120°1′E / 13.883°N 120.017°E)                                                                                           |
| 12°16′N 120°0′E / 12.267°N 120.000°E | الفلبين                   | جزر Busuanga وCulion |
| 11°41′N 120°0′E / 11.683°N 120.000°E | بحر سولو                  | |
| 10°34′N 120°0′E / 10.567°N 120.000°E | الفلبين                   | جزيرة Dumaran |
| 10°33′N 120°0′E / 10.550°N 120.000°E | بحر سولو                  | مرورا عبر شعاب توباتها المرجانية, الفلبين (في 8°55′N 120°0′E / 8.917°N 120.000°E)                                                                                         |
| 5°56′N 120°0′E / 5.933°N 120.000°E   | الفلبين                   | جزيرة Laparan |
| 5°52′N 120°0′E / 5.867°N 120.000°E   | بحر سولو                  | |
| 5°14′N 120°0′E / 5.233°N 120.000°E   | الفلبين                   | جزر تاوي تاوي وBilatan |
| 4°57′N 120°0′E / 4.950°N 120.000°E   | بحر سيليبس                | |
| 1°12′N 120°0′E / 1.200°N 120.000°E   | مضيق ماكاسار              | |
| 0°29′N 120°0′E / 0.483°N 120.000°E   | إندونيسيا                 | جزيرة سولاوسي |
| 5°34′S 120°0′E / 5.567°S 120.000°E   | بحر فلوريس                | |
| 8°27′S 120°0′E / 8.450°S 120.000°E   | إندونيسيا                 | جزيرة جزيرة فلوريس (إندونيسيا) |
| 8°49′S 120°0′E / 8.817°S 120.000°E   | Sumba Strait              | |
| 9°22′S 120°0′E / 9.367°S 120.000°E   | إندونيسيا                 | جزيرة جزيرة سومبا |
| 10°2′S 120°0′E / 10.033°S 120.000°E  | المحيط الهندي             | |
| 19°56′S 120°0′E / 19.933°S 120.000°E | أستراليا                  | أستراليا الغربية |
| 33°56′S 120°0′E / 33.933°S 120.000°E | المحيط الهندي             | Australian authorities consider this to be part of the المحيط الجنوبي[1][2]                                                                                               |
| 60°0′S 120°0′E / 60.000°S 120.000°E  | المحيط الجنوبي            | |
| 66°52′S 120°0′E / 66.867°S 120.000°E | القارة القطبية الجنوبية   | الإقليم الأسترالي في القارة القطبية الجنوبية، المطالب الإقليمية بالقارة القطبية الجنوبية by أستراليا                                                                      |